# Motorola 6800

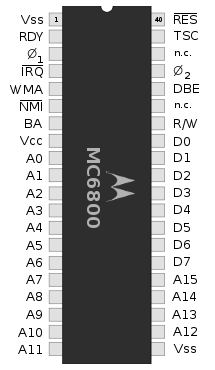
Piedinatura del Motorola 6800.

I Motorola 6800, noti anche come MC6800, sono una famiglia di microprocessori a 8 bit progettata e costruita da Motorola nel 1974.
Faceva parte del progetto M6800 Microcomputer System di Motorola che includeva una serie di componenti fra cui quelli per la gestione delle interfacce parallele e seriali, chip RAM e ROM, e altri integrati di supporto utili per assemblare un computer base. Fu usato per diversi prodotti dell'epoca quali computer come il MITS Altair 680, giochi arcade come Tank 8, console giochi come l'APF-M1000.
Il progetto fu annunciato nel mese di marzo del 1974 e fu messo in produzione alla fine di quell'anno.

## Storia

### La progettazione e il contesto

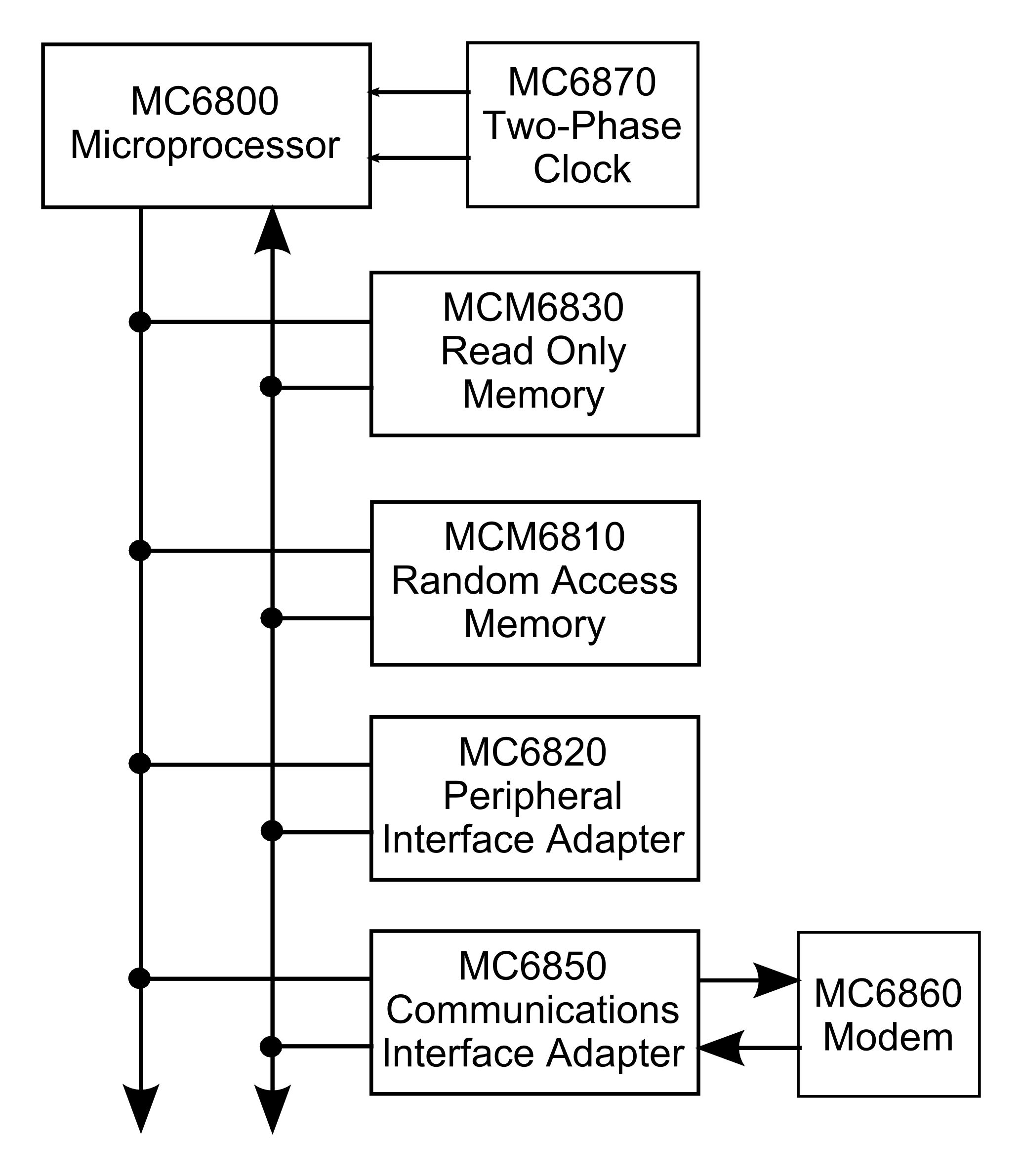
Il diagramma a blocchi dell'M6800 Microcomputer System

Il processo di sviluppo del 6800 iniziò nel 1971 quando il progetto fu affidato a un gruppo di lavoro composto dal progettista Tom Bennett, dal responsabile del settore ingegneristico Jeff LaVell, dal responsabile di mercato Link Young e dai progettisti di sistemi Mike Wiles, Gene Schriber e Doug Powell, tutti dislocati nello stabilimento di Mesa in Arizona. Quando il progetto fu terminato, Bennet aveva sotto di sé 17 progettisti e LaVell 15/20 ingegneri, e c'era un altro gruppo dedito allo sviluppo delle applicazioni del processore composto da un numero simile di persone.
Bennet aveva precedenti esperienze nei controlli industriali e aveva lavorato negli anni sessanta per Victor Comptometer dove aveva progettato il primo calcolatore elettronico basato su integrati MOS, il Victor 3900.

Nel 1971 entrò a lavorare presso Motorola, dove fu assegnato al reparto dedito alla progettazione degli integrati, da cui passò poi al gruppo che stava lavorando sul 6800, divenendone il responsabile. Altre persone sono state in seguito accreditate dello sviluppo del 6800 ma la paternità del processore era all'epoca ben chiara. Nel 1975 Robert Cushman, editore della rivista "EDN", intervistando Chuck Peddle per un articolo sul MOS 6502 per il numero di settembre, scriveva:
Dopo il 6800 Bennet lavorò sui prodotti per utilizzo automobilistico, e Motorola divenne uno dei principali fornitori di microprocessori per questo settore.
Jeff LaVell entrò a lavorare presso Motorola nel 1966 come responsabile dell'organizzazione commerciale dei prodotti per computer. LaVell aveva precedentemente lavorato presso Collins Radio sul suo computer C8500 che era costruito con integrati ECL. Nel 1971 era a capo di un gruppo che esaminava le richieste dei principali clienti di Motorola, tra cui Hewlett-Packard, National Cash Register, National Data Corporation (CDC) e Digital Equipment Corporation. Il gruppo studiava i prodotti acquistati da essi e cercava di identificare le funzionalità da implementare in circuiti integrati dal basso prezzo. Il risultato dell'analisi portò all'identificazione di una famiglia di 15 blocchi di funzioni, ognuno dei quali implementabile in un integrato. Alcuni di questi blocchi furono poi integrati nella prima versione della famiglia M6800, altri ancora furono aggiunti nelle versioni successive.
Durante lo sviluppo del processore, LaVell costruì un prototipo dell'architettura del 6800 usando 451 integrati TTL, ridotti successivamente a 114 con l'uso di ROM e logiche MSI.
John Buchanan lavorava presso Motorola come progettista di memorie: Bennet chiese a Buchanan di realizzare i circuiti di alimentazione del 6800. Generalmente gli integrati MOS richiedevano 3 tensioni: -5 V, +5 V e +12 V. La famiglia di integrati M6800 ne utilizzava solo una, +5 V. Fu relativamente facile eliminare quella da -5 V tramite una pompa di corrente molto semplice ma i transistor MOS richiedevano una tensione variabile tra +10 e +12 V a causa dell'alta tensione di pinch-off dovuta alla struttura del gate dei MOS dell'epoca: Buchanan realizzò un amplificatore integrato nel chip che forniva la tensione richiesta. Tali circuiti sono registrati a suo nome insieme allo schema del microprocessore. Rod Orgill aiutò Buchanan nel lavoro di analisi e di realizzazione degli schemi del 6800. In seguito Orgill lasciò Motorola per passare a MOS Technology, dove progettò il MOS 6501, un chip compatibile a livello di piedinatura con il 6800.
Bill Lattin entrò a lavorare presso Motorola nel 1969. Fu unito al gruppo che sviluppava gli strumenti di simulazione per computer che erano utilizzati per realizzare i nuovi circuiti MOS del 6800. Lattin e Frank Jenkins avevano entrambi frequentato presso l'Università di Berkley i corsi di Donald Pederson, il progettista del simulatore di circuiti SPICE. Il simulatore di Motorola, denominato MTIME, era una versione avanzata del simulatore TIME che Jenkins aveva sviluppato presso Berkley. Il gruppo pubblicò un documento intitolato "MOS-device modeling for computer implementation" nel 1973 che descriveva una "tecnologia con canale N a singola alimentazione di 5 V" con frequenza di 1 MHz. Grazie al MTIME potevano simulare un circuito con 50 MOSFET su un mainframe IBM 370/165. Nel mese di novembre del 1975 Lattin lasciò Motorola per andare a lavorare presso Intel sul progetto della loro nuova generazione di microprocessori.
Bill Mensch entrò in Motorola nel 1971 dopo aver terminato l'Università dell'Arizona: prima degli studi aveva lavorato alcuni anni come elettrotecnico. Durante il suo primo anno in Motorola Mensch fu assegnato a 4 progetti differenti, tra cui quello di un modem che sarebbe divenuto il Motorola 6860 e quello relativo al sistema M6800. Dopo questi lavori fu assegnato al gruppo che sviluppava il 6820 PIA (Parallel Interface Adapter). Mensch contribuì molto al progetto di questo chip tanto che a suo nome fu registrato un brevetto relativo al progetto e fu citato anche come co-inventore di altri 7 brevetti relativi al sistema M6800. Successivamente anche Mensch lasciò Motorola per entrare presso MOS Technology a lavorare sul microprocessore MOS 6501.

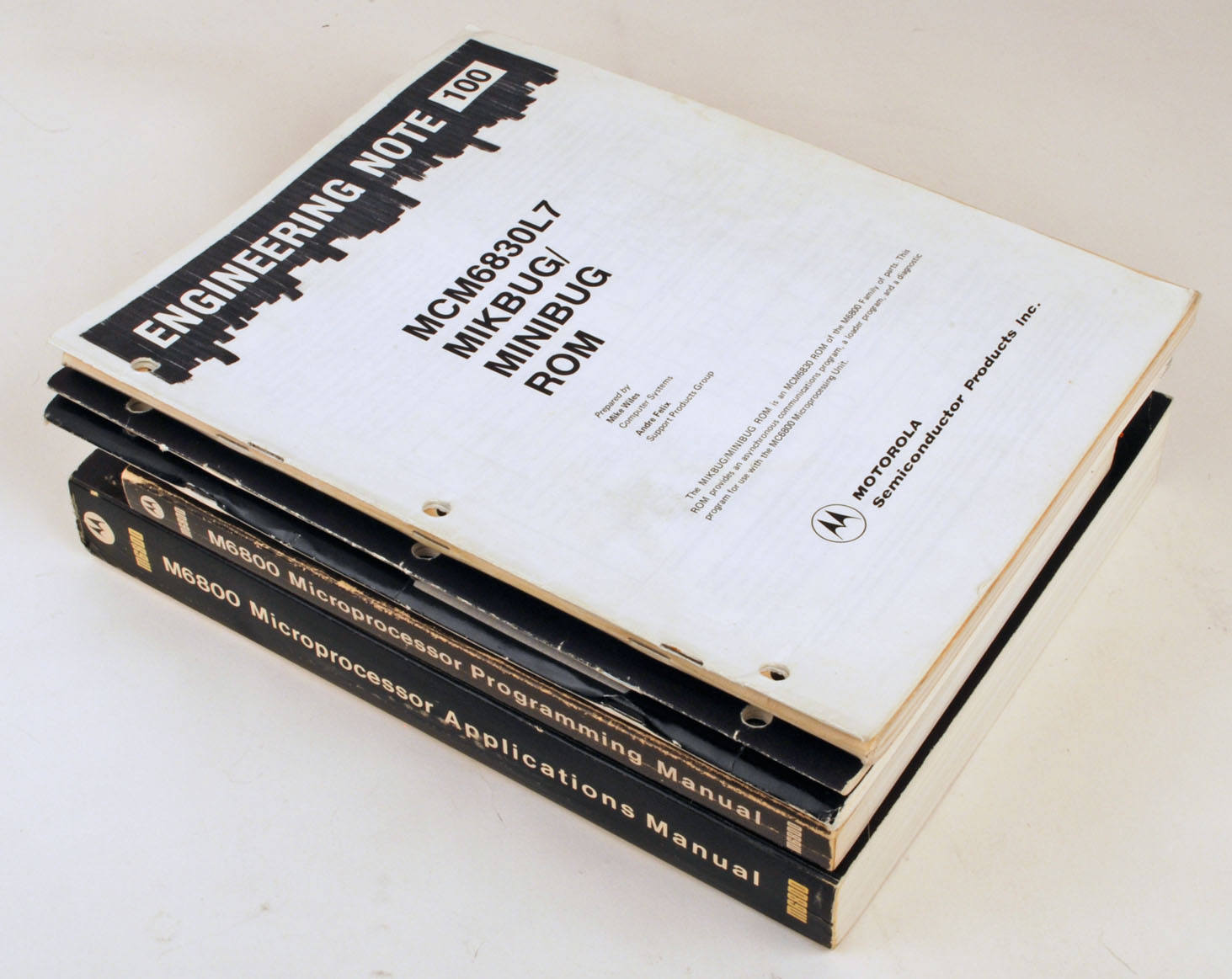
La documentazione prodotta da Motorola sul sistema M6800, in cima il manuale del MIKBUG, il BIOS di sviluppo scritto da Mike Wiles

Mike Wiles era un ingegnere che lavorava nel gruppo di LaVell. Insieme a Bennett fece numerose visite ai clienti di Motorola durante il processo di definizione delle specifiche del 6800. A Wiles furono accreditati 18 brevetti sul 6800 ma fu anche l'autore del MIKBUG, un BIOS rudimentale per un computer 6800 che permetteva l'esame del contenuto della RAM del sistema e di salvare o caricare programmi su nastro. Il MIKBUG era un programma di 512 byte che occupava metà dello spazio di allocazione della ROM MCM6830. Questa ROM fu usata nel kit di prova Motorola MEK6800 e in alcuni computer hobbystici. Wiles rimase in Motorola quando alcuni dei suoi colleghi passarono in MOS Technology. Fu poi dislocato nel nuovo stabilimento di Austin, dove partecipò allo sviluppo dell'MC6801, il successore del 6800 che fu presentato nel 1978.
Chuck Peddle si unì al gruppo di sviluppo nel 1973, quando il progetto del 6800 era completo. Peddle contribuì comunque alla revisione del sistema e allo sviluppo di alcuni chip periferici, in particolar modo del 6820 PIA. Peddle è accreditato di 16 brevetti sulle tecnologie del sistema, di cui molti come co-inventore. Come altri sviluppatori del progetto, visitò diversi clienti per raccogliere le loro richieste. Peddle costruì anche con Buchanan uno dei primi sistemi dimostrativi del 6800. Nell'agosto del 1974 Peddle lasciò Motorola ed entrò a lavorare presso MOS Technology, dove fu messo a capo del gruppo che progettò la famiglia di processori MOS 65xx.

### La presentazione della famiglia M6800

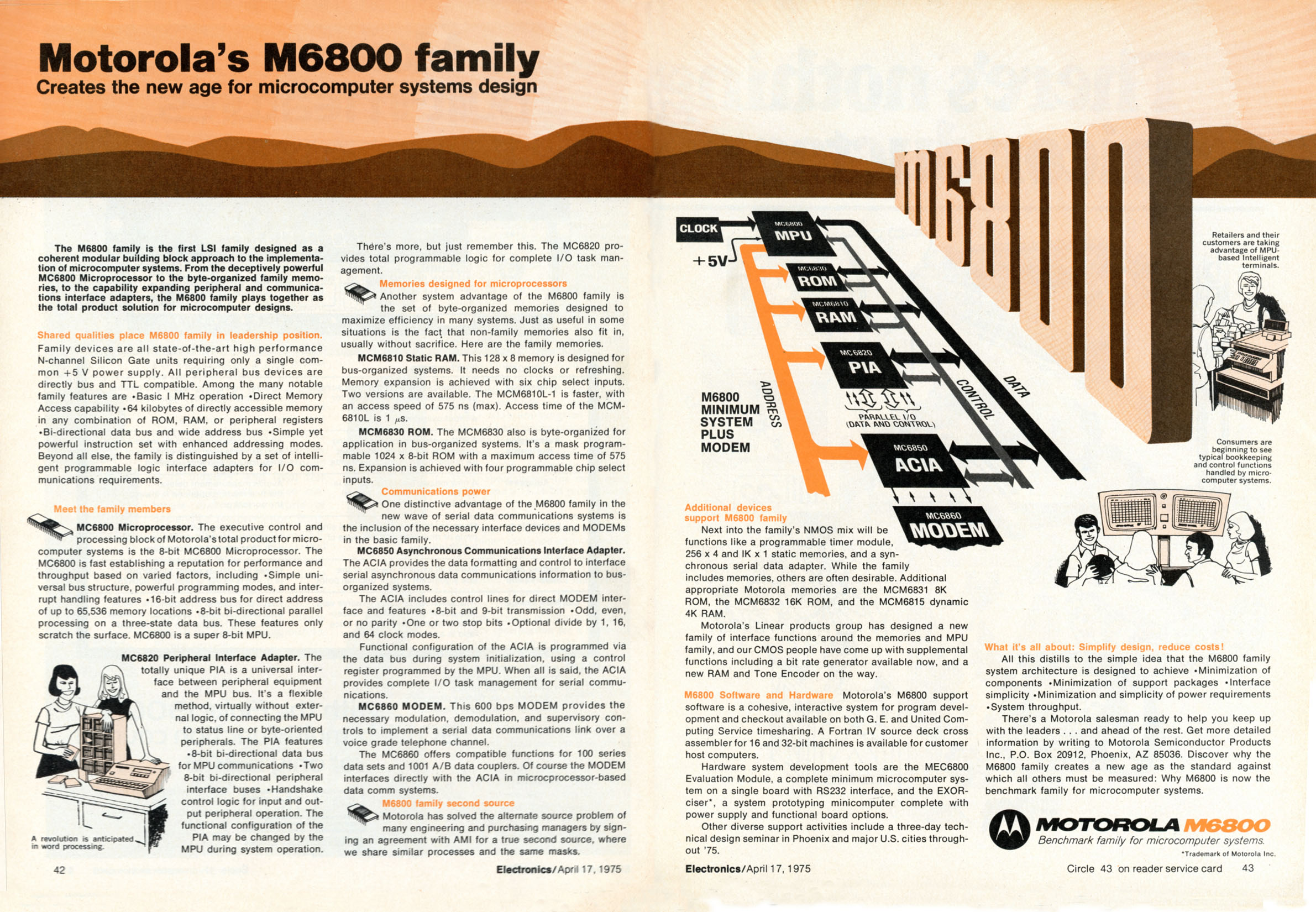
Uno dei primi annunci pubblicitari di Motorola della nuova famiglia di processori M6800 Microcomputer System

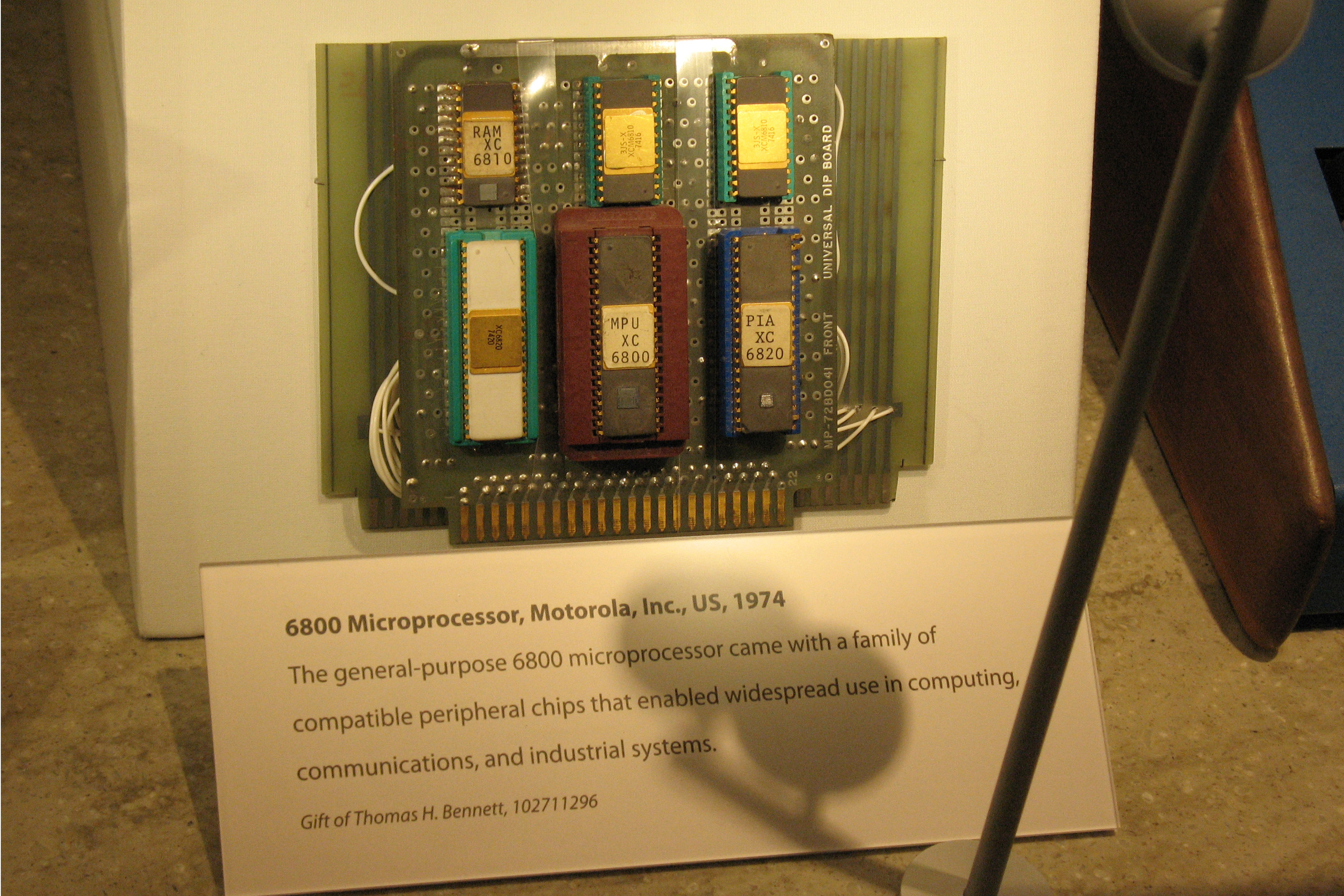
Una scheda dimostrativa della famiglia M6800, costruita da Chuck Peddle e John Buchanan nel 1974. La sigla "XC" indica una versione pre-serie dei chip

Il 7 marzo 1974 il numero di Electronics conteneva un articolo di due pagine sul microprocessore Motorola MC6800 e sui suoi processori ausiliari, l'MC6820 per la gestione delle periferiche, l'MC6850 per l'interfaccia di comunicazione, l'MCM6810, una RAM da 128 byte, e l'MCM6830, una ROM da 1.024 byte. Questo articolo fu seguito da un altro pezzo di otto pagine pubblicato sulla stessa rivista sul numero del 18 aprile 1974 per opera dello stesso gruppo di sviluppo di Motorola.
Nel frattempo l'Intel 8080 a 2 MHz e a tre alimentazioni (12 V per l'elaborazione cui s'aggiungeva una -5V per pilotare il body e una +5V destinata all'IO per rendere il componebnte compatibile TTL) veniva presentato nell'aprile del 1974
I primi campioni funzionanti dell'MC6800 furono prodotti nel febbraio del 1974 e dati per test ad alcuni clienti tra cui Hewlett-Packard, che usò il processore per realizzare la calcolatrice da tavolo HP9815, presentata alla fine del 1975. L'MC6800 fu messo in vendita allo stesso prezzo dell'Intel 8080, commercializzato nello stesso periodo, e cioè 360$.
Link Young curò tutto il lancio della famiglia M6800. Oltre che fornire un insieme completo di chip di supporto al 6800, Motorola offrì anche sistemi di sviluppo hardware e software.
Gli strumenti di sviluppo erano disponibili sia su sistemi remoti in time-sharing sia come codice sorgente. Il software dell'epoca era generalmente scritto in assembly per cui gli strumenti comprendevano un editor di testo, un assembler e un simulatore. Grazie a essi era possibile provare il software prima che il sistema fosse costruito.
Per lo sviluppo hardware Motorola realizzò un computer basato sulla famiglia M6800 noto come EXORcisor. Motorola offriva anche un corso della durata variabile da 3 a 5 giorni per apprendere l'utilizzo del suo software e del suo hardware.
Questo approccio divenne poi comunemente usato anche dagli altri produttori per l'introduzione di nuovi microprocessori.

### Lo scioglimento del gruppo di sviluppo
Gran parte dello sviluppo della famiglia M6800 fu terminato a metà del 1974, dopo di che molti ingegneri lasciarono il gruppo o la stessa Motorola. Alla base di questo scioglimento ci furono diversi fattori.
Motorola aveva aperto un nuovo stabilimento per la produzione di semiconduttori MOS ad Austin, in Texas, ed era stato programmato che l'intero gruppo si sarebbe poi dovuto trasferire lì nel 1975. Molti degli impiegati amavano vivere a Mesa, un sobborgo di Phoenix, ed erano molto scontenti di doversi trasferire ad Austin. I responsabili del gruppo di lavoro non erano poi riusciti a convincere la dirigenza a ritardare questo trasferimento.
Nel 1974 una recessione economica colpì l'industria dei semiconduttori, con il risultato che furono tagliati migliaia di posti di lavoro. Il numero di novembre del 1974 della rivista Electronics scriveva che Motorola aveva licenziato 4.500 persone, Texas Instruments 7.000 e Signetics 4.000. Il reparto Semiconduttori di Motorola avrebbe perso 30 milioni di dollari nei successivi 12 mesi e c'erano voci che davano il gruppo che lavorava sugli integrati come in cessione. Motorola alla fine non vendette il reparto ma ne cambiò comunque la dirigenza e l'organizzazione. Alla fine del 1974 Intel aveva licenziato quasi un terzo dei suoi 3.500 impiegati..
Il settore degli integrati MOS alla fine si riprese ma la sicurezza del proprio posto di lavoro nel 1974 e nel 1975 non era garantita.
Chuck Peddle e altri ingegneri Motorola avevano visitato molti clienti per illustrare i vantaggi dei microprocessori. Sia Intel sia Motorola avevano inizialmente prezzato i propri 8080 e 6800 a 360$ ma molti clienti esitavano ad adottare questi nuovi tipi di microprocessore per via del prezzo elevato. Verso la metà del 1974 Peddle propose alla dirigenza di Motorola un microprocessore semplificato che potesse essere venduto a un costo molto inferiore ma essa non era orientata a ridurre il prezzo di vendita dei propri prodotti quanto piuttosto a tagliare i costi di progettazione: l'obiettivo immediato era quello di avere il sistema M6800 completo e in produzione, alle migliorie ci si poteva lavorare l'anno successivo.

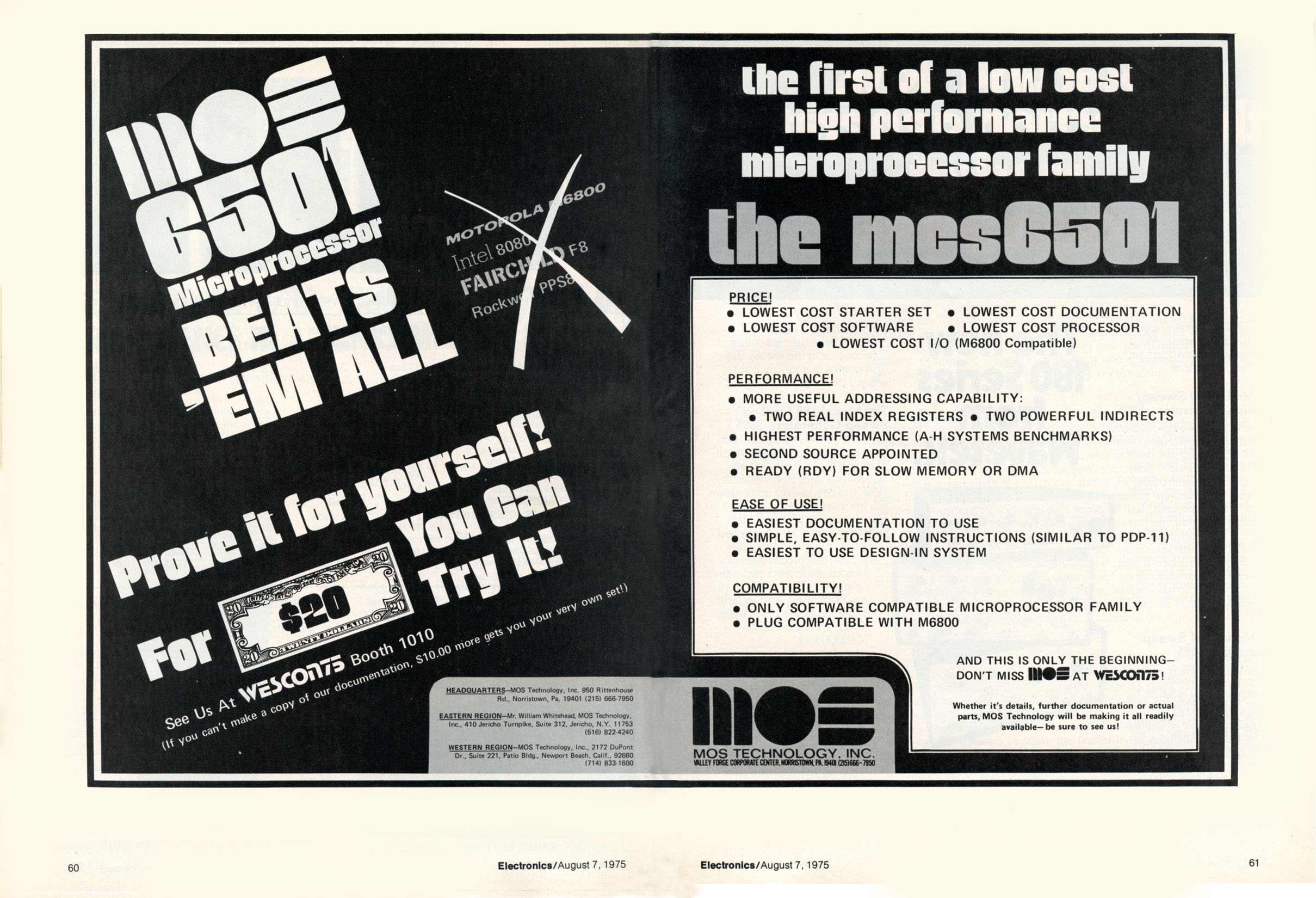
Uno dei primi annunci pubblicitari del MOS 6501, datato agosto 1975

Peddle continuò a lavorare per Motorola continuando però a cercare qualcuno interessato alla sua idea. Nel mese di agosto del 1974 Peddle lasciò Motorola ed entrò a lavorare presso un piccolo produttore di semiconduttori della Pennsylvania, MOS Technology. Peddle fu seguito da altri 7 ingegneri Motorola: Harry Bawcum, Ray Hirt, Terry Holdt, Mike James, Will Mathis, Bill Mensch e Rod Orgill. Capitanato da Peddle, questo gruppo sviluppò 2 nuovi microprocessori che erano compatibili con i chip periferici di Motorola, quali il 6820 PIA: Rod Orgill progettò il 6501, che poteva essere inserito negli zoccoli dell'MC6800 perché compatibile a livello di piedinatura con quest'ultimo, mentre Bill Mensch realizzò il 6502, simile al precedente ma con una piedinatura differente e un circuito generatore di clock integrato. Questi chip non potevano eseguire i programmi scritti per il 6800 perché avevano un'architettura e un insieme di istruzioni differenti.
Il maggior punto a favore di questi microprocessori fu il loro costo: il primo fu prezzato 20$, il secondo 25$. Ciò fu possibile grazie alla rimozione dal chip di tutte le caratteristiche che non erano ritenute essenziali, ottenendo così una die di ridotte dimensioni: entrambi i chip presentavano un puntatore di stack a 8 bit al posto di quello a 16 bit del 6800, il secondo accumulatore era stato eliminato e il buffer degli indirizzi non presentava una modalità a 3 stati per l'accesso diretto alla memoria (DMA). La die finale misurava 152×168 mils (3,9×4,3 mm pari a 16,77 mm²).
Peddle era un oratore molto capace e i microprocessori di MOS Technology ebbero molto spazio sulle riviste del settore: alcuni dei primi articoli sul 6501 e sul 6502 furono pubblicati sul numero di luglio di Electronics e sul numero di agosto di EE Times, seguiti da altri su EDN (20/09/1975), Electronic News (03/11/1975) e Byte (novembre 1975). Annunci del 6501 apparvero in diverse pubblicazioni durante il mese di agosto del 1975: MOS Technology annunciava la presentazione del chip alla fiera dell'elettronica WESCON di San Francisco, che si sarebbe tenuta dal 16 al 19 settembre del 1975: lì il microprocessore sarebbe stato acquistabile a 25$. Nel mese di settembre gli annunci riguardavano anche il 6502, che veniva annunciato disponibile presso il WESCON a 25$ mentre il 6501 veniva riprezzato a 20$.
Motorola rispose abbassando subito il prezzo del 6800 da 175$ a 69$ e citando MOS Technology nel mese di novembre del 1975: Motorola affermava che gli 8 suoi ex-ingegneri avevano utilizzato informazioni tecniche sviluppate presso i suoi uffici per progettare i microprocessori 6501 e 6502. L'altro settore di interesse di MOS Technology, i chip per calcolatrici, non andava bene a causa di una guerra dei prezzi intentata da Texas Instruments per cui il finanziatore di MOS Technology, Allen-Bradley, ricevuta la citazione, decise di limitare le possibili perdite e cedette le proprie quote ai fondatori della società.
La causa si risolse nel mese di maggio del 1976 con MOS Technology che decise di eliminare il chip 6501 che poteva essere montato negli zoccoli del 6800 e di acquistare le licenze dei chip periferici di Motorola.
Motorola ridusse il prezzo per singolo 6800 a 35$.
Va precisato che la vicenda legale fra MOS Technology e Motorola è particolare. Un punto degno di nota fu che Motorola all'epoca in cui citò la concorrente non deteneva ancora i brevetti registrati sulla tecnologia del 6800. Il 30 ottobre 1974, prima che il 6800 fosse rilasciato, Motorola presentò domanda di registrazione per numerose tecnologie della famiglia M6800 e gli furono attribuiti oltre 20 brevetti. Ma il primo fu registrato a Tom Bennett solo l'8 giugno 1976 per il bus interno del 6800, il secondo a Bill Mensch il 6 luglio 1976 per l'architettura del 6820 e a seguire gli altri. Quindi i brevetti erano stati depositati ma ancora non registrati. E molti di questi brevetti erano a nome di diversi ingegneri fra cui anche quelli che avevano lasciato Motorola.

### Il trasferimento della produzione ad Austin

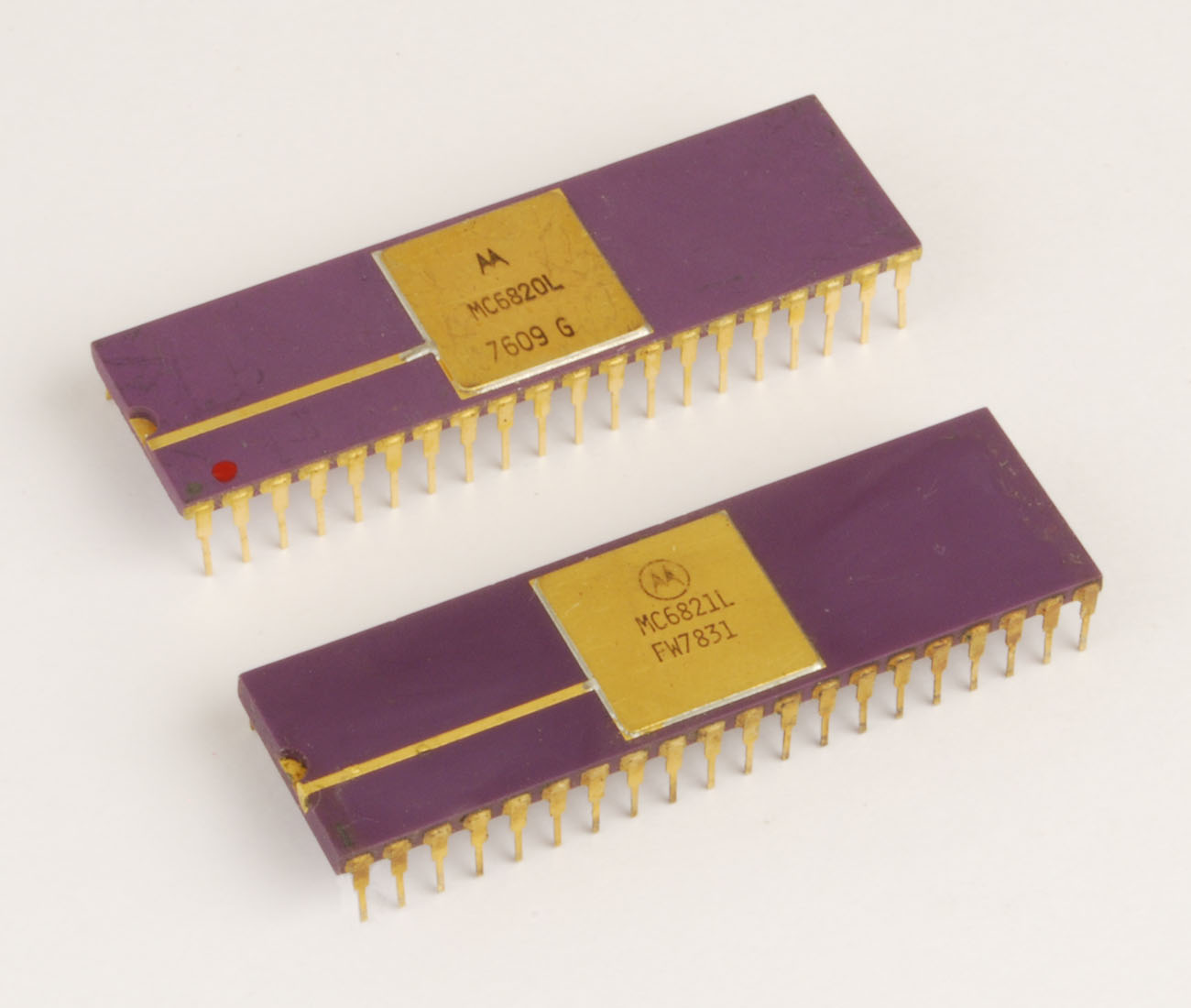
La famiglia di microprocessori M6800 fu riprogettata per utilizzare i MOS a "svuotamento". L'MC6820 divenne così l'MC6821

Gary Daniels progettava integrati per gli orologi da polso quando Motorola decise di chiudere il proprio reparto degli strumenti per la misura del tempo. Bennett offrì a Daniels un posto nel gruppo di sviluppo dei microprocessori nel mese di novembre del 1974. Siccome Bennet non voleva lasciare Phoenix, mise Daniels a capo del gruppo di sviluppo dei microprocessori di Austin, posto che conservò per 10 anni prima di passare vicepresidente.
Il primo compito fu quello di riprogettare il 6800 per renderlo più facile da produrre e per farlo lavorare a frequenze maggiori: per far ciò furono usati i nuovi MOS con tecnologia "a svuotamento". Il nuovo chip fu noto internamente come MC6800D ("D" sta per "depletion", che in lingua inglese significa "svuotamento"). Il numero dei transistor integrati crebbe da 4.000 a 5.000 ma la dimensione della die fu ridotta da 29,0 mm2 a 16,5 mm2. Il clock massimo passò a 2 MHz.

### L'evoluzione dei modelli successivi
Gli altri chip della famiglia M6800 furono riprogettati insieme al microprocessore: il PIA (Peripheral Interface Adapter) subì alcune modifiche di natura elettrica a livello dei pin di I/O per cui da MC6820 divenne MC6821. I nuovi integrati furono terminati nel mese di luglio del 1976.
Nel 1977 fu rilasciato l'MC6875, un nuovo chip generatore di clock prezzato a 3,75$ che sostituiva l'MC6870 che costava 35$. L'MC6875 era offerto in package DIP16 e poteva usare un cristallo al quarzo o un circuito RC.
Un altro progetto fu quello di incorporare 128 byte di RAM e il generatore di clock in un singolo chip con 11.000 transistor: esso divenne l'MC6802, presentato nel mese di marzo del 1977. Il relativo chip ROM MC6846 aveva una capacità di 2.048 byte, una porta bidirezionale a 8 bit e un timer programmabile. Questo era un microcomputer a 2 chip. Il 6802 aveva un oscillatore interno che generava un clock a 1 MHz a 2 fasi tramite il segnale di un cristallo esterno a 4 MHz. I 128 byte di RAM interna potevano essere disabilitati mettendo a massa un piedino del chip. I microprocessori con la RAM disabilitata erano venduti come MC6808.
Nel 1978 furono presentati dei nuovi chip periferici: l'MC6840 Programmable Counter, un contatore programmabile che aveva 3 contatori binari a 16 bit che potevano essere usati per misurare la frequenza, contare eventi, o come misuratori interni; l'MC6844 Direct Memory Access Controller, che poteva trasferire dati da un controllore I/O direttamente alla RAM senza sovraccaricare il microprocessore MC6800; l'MC6845 CRT Controller, che forniva la logica di controllo per gestire un terminale testuale. Il 6845 supportava anche le penne ottiche, un dispositivo di puntamento in uso all'epoca. Il 6845 fu molto comune e fu usato anche sulle interfacce video MDA e CGA del primo PC IBM.
L'MC6801 era un microcomputer in un singolo chip da 35.000 transistor: esso infatti integrava la CPU 6802 con 128 byte di RAM, 2 kB di ROM, un timer a 16 bit, 31 linee parallele di I/O programmabili e una porta seriale. Poteva anche utilizzare le linee di I/O come bus dati e bus indirizzi per collegarsi alle periferiche M6800 standard. Il 6801 poteva eseguire il codice del 6800 ma aveva dei tempi di esecuzione delle istruzioni ridotte nonché 10 istruzioni aggiuntive. I 2 accumulatori a 8 bit potevano essere utilizzati come un singolo registro a 16 bit per eseguire operazioni matematiche (addizione, sottrazione e moltiplicazione) in doppia precisione. Fu inizialmente progettato per l'impiego in campo automobilistico e il suo maggior utilizzatore era General Motors: la prima applicazione fu un computer di bordo per la Cadillac Seville del 1978. Siccome il chip era troppo costoso per un largo impiego ne fu proposta una versione con funzionalità ridotte denominata MC6805.
L'MC6809 fu il più avanzato processore a 8 bit prodotto da Motorola. Aveva un nuovo insieme di istruzioni, simili a quelle del 6800 ma con opcode differenti per aumentare le prestazioni e il supporto ai linguaggi ad alto livello, registri indice e puntatore di stack a 16 bit e molte operazioni anch'esse a 16 bit.

### La documentazione postuma
Motorola forniva anche una completa documentazione composta da numerosi manuali, un ambiente di sviluppo in assembly e un computer denominato Motorola EXORciser, assemblato con i componenti del progetto M6800, con il quale sviluppare prototipi di nuovi progetti. Molte delle informazioni sono state fornite da alcuni degli sviluppatori che hanno lavorato al progetto del microprocessore, intervistati nel 2008 da Computer History Museum, integrate con il materiale apparso a quei tempi su giornali e riviste del settore.

## Caratteristiche generali
Una caratteristica di tutti i chip del progetto M6800 era quella di richiedere una "singola alimentazione", a 5 Volt, mentre gli altri microprocessori richiedevano in genere 3 tensioni differenti (-5 V, +5 V e +12 V).
La microarchitettura e il set di istruzioni del 6800
furono influenzati da quelli del processore del computer PDP-11 di Digital Equipment Corporation.
Il 6800 aveva un bus di indirizzi a 16 bit, grazie al quale poteva indirizzare fino a 64 kB di memoria, e un bus dati bidirezionale a 8 bit. Aveva un insieme di 72 istruzioni con 7 modalità di indirizzamento, per un totale di 192 opcode. Il 6800 originale poteva lavorare con frequenze di clock da 100 kHz a 1 MHz mentre le ultime versioni potevano lavorare con clock fino a 2 MHz.

### L'architettura

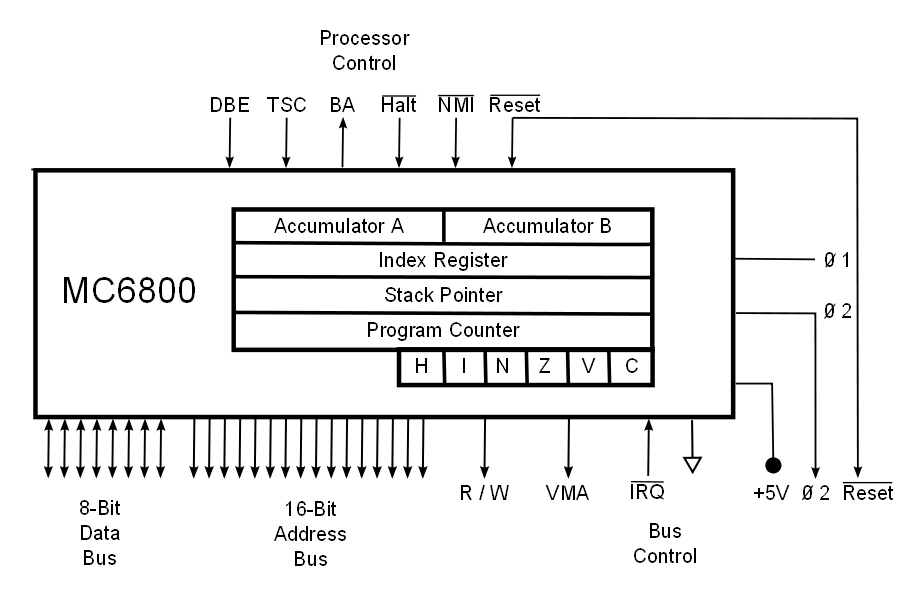
I registri e le linee di I/O del Motorola MC6800

Il Motorola 6800 e l'Intel 8080 furono progettati nello stesso periodo e offrivano funzionalità simili: l'8080 derivava dall'Intel 8008, a sua volta derivato dal progetto del processore del computer Datapoint 2200, l'architettura del 6800 era modellata su quella del processore del PDP-11. Entrambi erano compatibili TTL, avevano un bus dati bidirezionale a 8 bit, un puntatore di stack a 16 bit, un bus indirizzi a 16 bit (capace di indirizzare fino a 64 kB di memoria) ed erano offerti con un package di tipo DIP a 40 piedini.
Il 6800 aveva pochi registri: 2 accumulatori a 8 bit e un registro indice a 16 bit. Per sopperire a questa mancanza il processore presentava una modalità detta "Direct Addressing", che permetteva un accesso rapido ai primi 256 byte della memoria (la cosiddetta "pagina 0") che potevano essere utilizzati come registri di appoggio. I dispositivi di I/O erano indirizzati in memoria per cui non avevano specifiche istruzioni.
Dopo un reset il 6800 caricava nel program counter il valore presente nella più alta locazione di memoria e iniziava l'esecuzione del codice dal corrispondente indirizzo. Il 6800 aveva un controllo three state che disabilitava il bus indirizzi per permettere a un altro dispositivo di poter accedere direttamente alla memoria: ad esempio, un controllore di unità a dischi poteva trasferire i dati nella memoria senza caricare questo lavoro sul processore. Era anche possibile avere due 6800 che accedevano alla stessa memoria.
Negli anni settanta gli integrati MOS necessitavano in genere di segnali di clock a doppia fase: nel 6800 essi erano generati esternamente al processore. Il 6800 operava generalmente a 1 MHz ma le sue prestazioni erano paragonabili a quelle dell'8080 che lavorava a 2 MHz perché le istruzioni del processore di Motorola richiedevano meno cicli di clock della controparte di Intel. La frequenza operativa minima del 6800 era di 100 kHz: non era prevista una modalità di sospensione della CPU.
Altri reparti di Motorola produssero dei chip per la famiglia M6800: il reparto Componenti produsse il generatore di clock a 2 fasi MC6870, il reparto Memorie produsse una serie completa di memorie ROM e RAM, il reparto CMOS rilasciò l'MC14411 che forniva un segnale di sincronia da 75 a 9600 baud per l'interfaccia seriale MC6850. I buffer per i bus indirizzi e i bus dati erano componenti già prodotti da Motorola. Motorola forniva così qualsiasi componente necessario alla costruzione di un sistema basato sull'MC6800.

### Gli integrati MOSFET

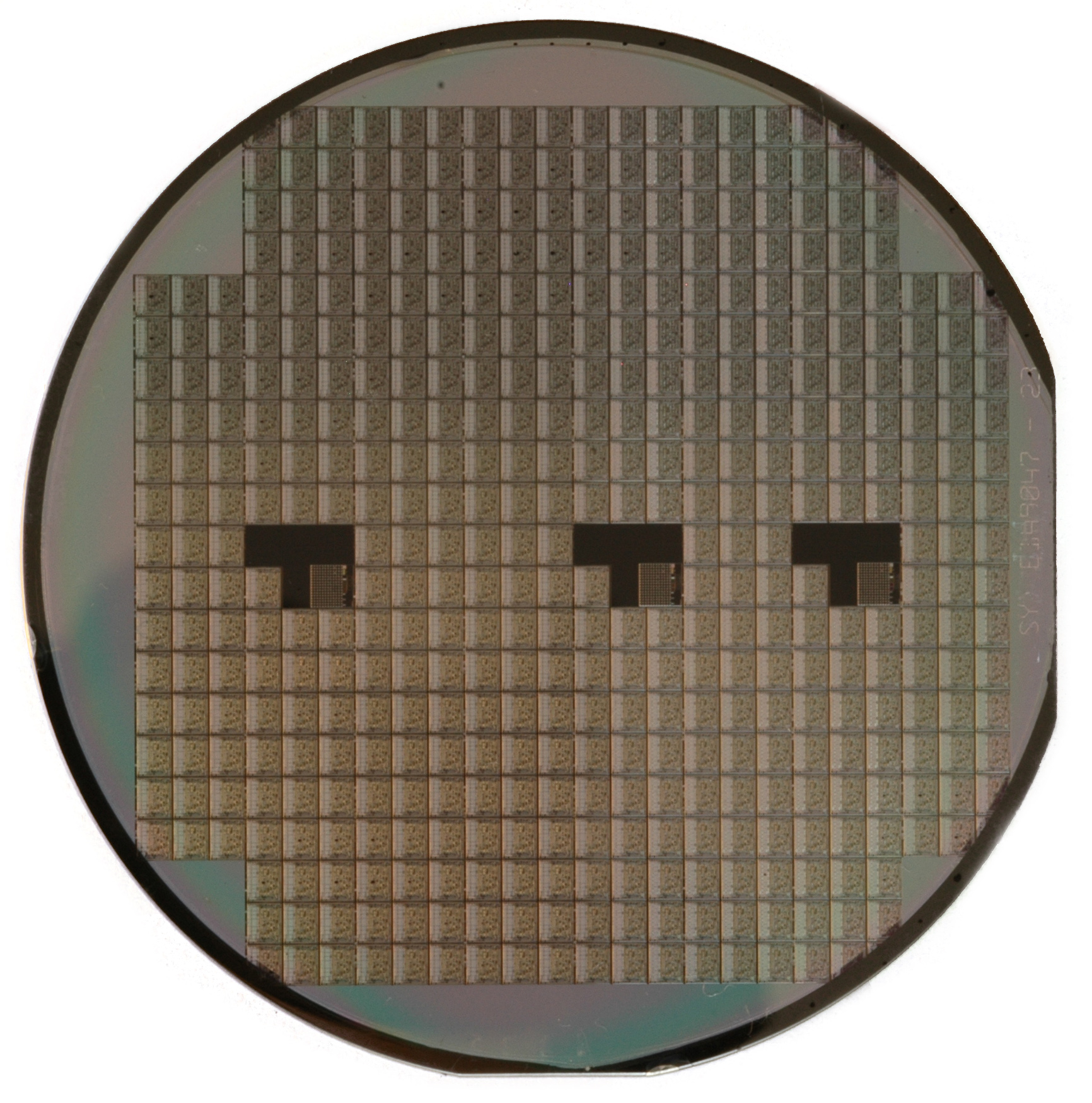
Un wafer di silicio: sono visibili i singoli chip

I primi semiconduttori sfruttavano i transistor a effetto di campo a canale P, noti come MOSFET a canale P, ed erano utilizzati nelle calcolatrici e nei primi microprocessori come l'Intel 4004. Essi erano facili da produrre ma erano lenti e difficili da interfacciare con gli integrati in logica TTL. Gli integrati MOS a canale N potevano invece operare a velocità 2-3 volte superiori ed erano compatibili con i chip TTL: per contro, essi erano molto più difficili da produrre perché erano più sensibili alle impurità presenti nel materiale di drogaggio del silicio e richiedevano linee di produzione di alta qualità e meticolosi controlli sul processo produttivo. Motorola non aveva uno stabilimento in grado di produrre MOS a canale N e dovette perciò costruirne uno per poter sviluppare la famiglia 6800.
I primi test sugli integrati prodotti da Motorola con questi nuovi MOS furono eseguiti alla fine del 1971: i risultati ottenuti indicarono una frequenza massima di clock di 1 MHz. Tale velocità obbligava però i progettisti a studiare delle migliorie nell'architettura del processore affinché le prestazioni del 6800 potessero essere in linea con quelle offerte dai prodotti della concorrenza, che operavano a frequenze maggiori (come detto, l'8080 lavorava a 2 MHz). Gli integrati ottenuti risultarono più veloci ma richiesero un'area del chip maggiore.
Negli anni settanta i semiconduttori erano costruiti usando wafer di silicio di 75 millimetri di diametro, circa 3 pollici: da ogni wafer era possibile ottenere dai 100 ai 200 integrati. Normalmente la dimensione del chip veniva indicata in "mils", o millesimi di pollice (0,001"): ad esempio, le dimensioni della die dell'8080 erano di 164×191 mils (4,1×4,9 mm).
Il processo di fabbricazione dei wafer consisteva di diversi passaggi: durante ognuno di essi apparivano nel wafer delle imperfezioni, e più grande era il chip e più probabilità esso aveva di andare incontro a un difetto. La percentuale di chip funzionanti, o "resa", diminuiva velocemente con chip più grandi di 160 mils (4 mm) per lato. Il 6800 aveva una die che sulla carta era di 180 mils (4,6 mm) per lato ma all'atto pratico risultava di 212 mils (5,4 mm): con 180 mils, un wafer da 3 pollici dava circa 190 chip, con 212 mils ne dava solo 140. Con questa dimensione la resa finale era solo del 20-28% di chip funzionanti per wafer.
Il rapporto annuale pubblicato da Motorola nel 1975 puntava l'attenzione sul nuovo microprocessore MC6800 ma conteneva anche diversi paragrafi sui "problemi di resa dei MOS". I problemi di resa furono risolti con la revisione del progetto iniziata nel 1975 atta a usare i nuovi MOS "a svuotamento" nei dispositivi della famiglia M6800. La dimensione della die del 6800 poté essere ridotta a 160 mils (4 mm) per lato (16,5 mm2). Ciò permise anche di poter usare clock più elevati: l'MC68A00 operava a 1,5 MHz e l'MC68B00 a 2,0 MHz. I nuovi prodotti furono disponibili a partire dal mese di giugno del 1976.

## I personal computer basati

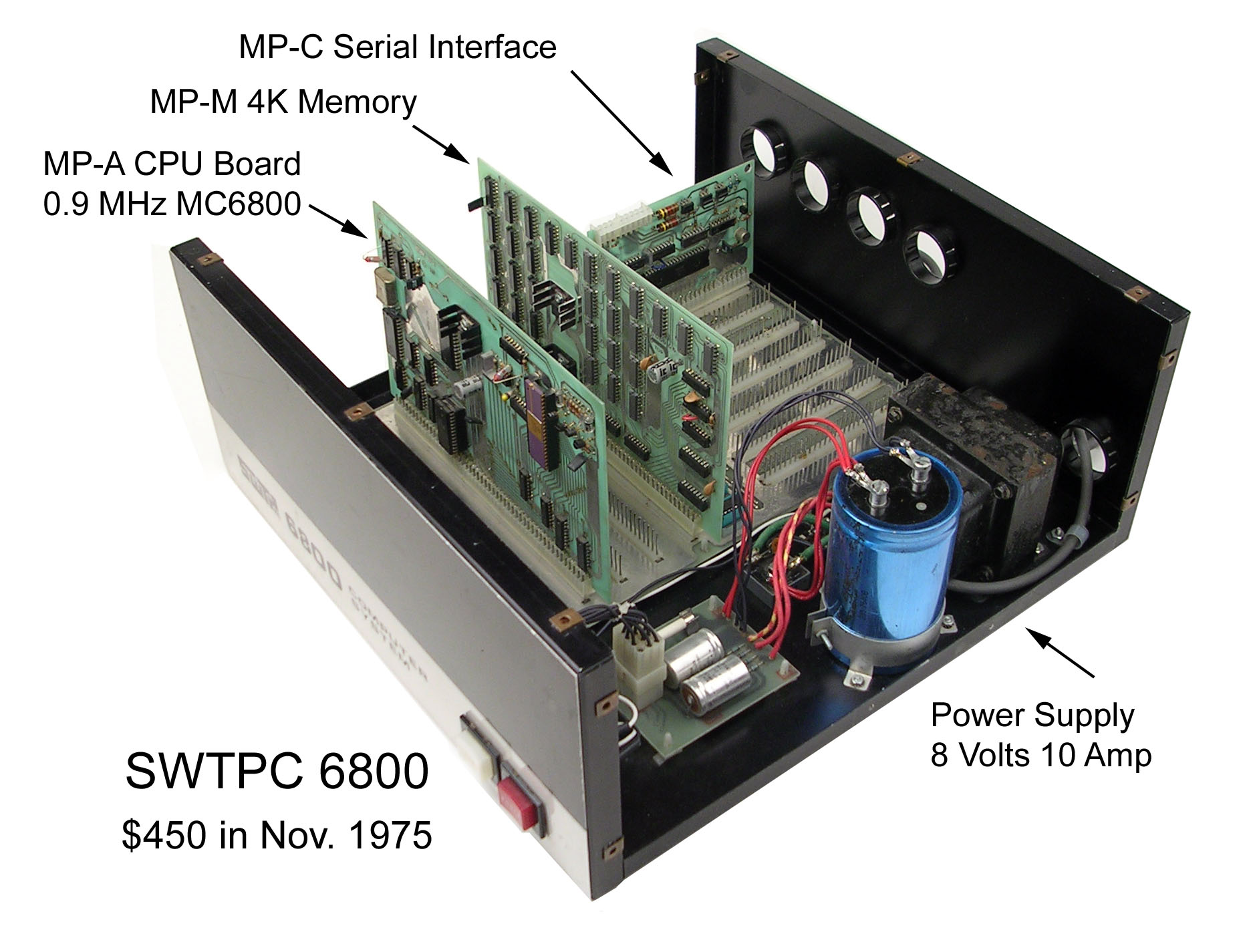
Il SWTPC 6800 Computer System, presentato nel mese di novembre del 1975, era basato sul kit di valutazione MEK6800

Il MITS Altair 8800, il primo personal computer di successo che apparve per la prima volta sulla copertina del numero di gennaio 1975 di Popular Electronics, utilizzava il microprocessore Intel 8080. Il primo personal computer che usò il Motorola 6800 fu invece presentato alla fine del 1975: Sphere Corporation di Bountiful, Utah, pubblicò un annuncio sul numero di luglio 1975 di Radio-Electronics in cui presentava un computer in kit di montaggio a $650, lo Sphere 1. Il kit era composto da un microprocessore 6800, 4 kB di RAM, una tastiera e una scheda video capace di visualizzare 16 righe per 32 colonne di caratteri su un comune televisore o su un monitor da computer. I kit "Sphere 1" iniziarono a essere spediti nel mese di novembre del 1975. Southwest Technical Products Corporation, di San Antonio, Texas, annunciò il SWTPC 6800 Computer System nello stesso mese. Wayne Green, scrittore ed editore di riviste specialistiche, visitò SWTPC nel mese di agosto del 1975 e descrisse il kit del computer SWTPC con foto di un modello funzionante sul numero di ottobre della sua rivista 73. Il SWTPC 6800 era basato sul kit di valutazione MEK6800 di Motorola e aveva in ROM il software MIKBUG Sul numero di novembre di Popular Electronics apparve la pubblicità del MITS Altair 680: questo computer usava il Motorola 6800 sempre abbinato al pannello frontale a LED e interruttori del classico Altair 8800. Il progetto iniziale fu rivisto prima dell'inizio della commercializzazione, che iniziò ad aprile del 1976 con la spedizione dei primi Altair 680b.
Sphere era una piccola società aperta da poco ed ebbe delle difficoltà a fornire tutti i prodotti che aveva annunciato. Essa fallì nell'aprile del 1977. L'Altair 680b era un computer popolare ma MITS concentrò le proprie risorse sull'Altair 8800, uscendo poi dal mercato hobbistico nel 1978. Il computer di Southwest Technical Products fu il computer basato sul 6800 che riscosse il maggior successo.
Altre società iniziarono a produrre sia delle schede compatibili con il SWTPC 6800 sia dei sistemi completi ma i computer basati sull'8080 erano più diffusi di quelli basati sul 6800.

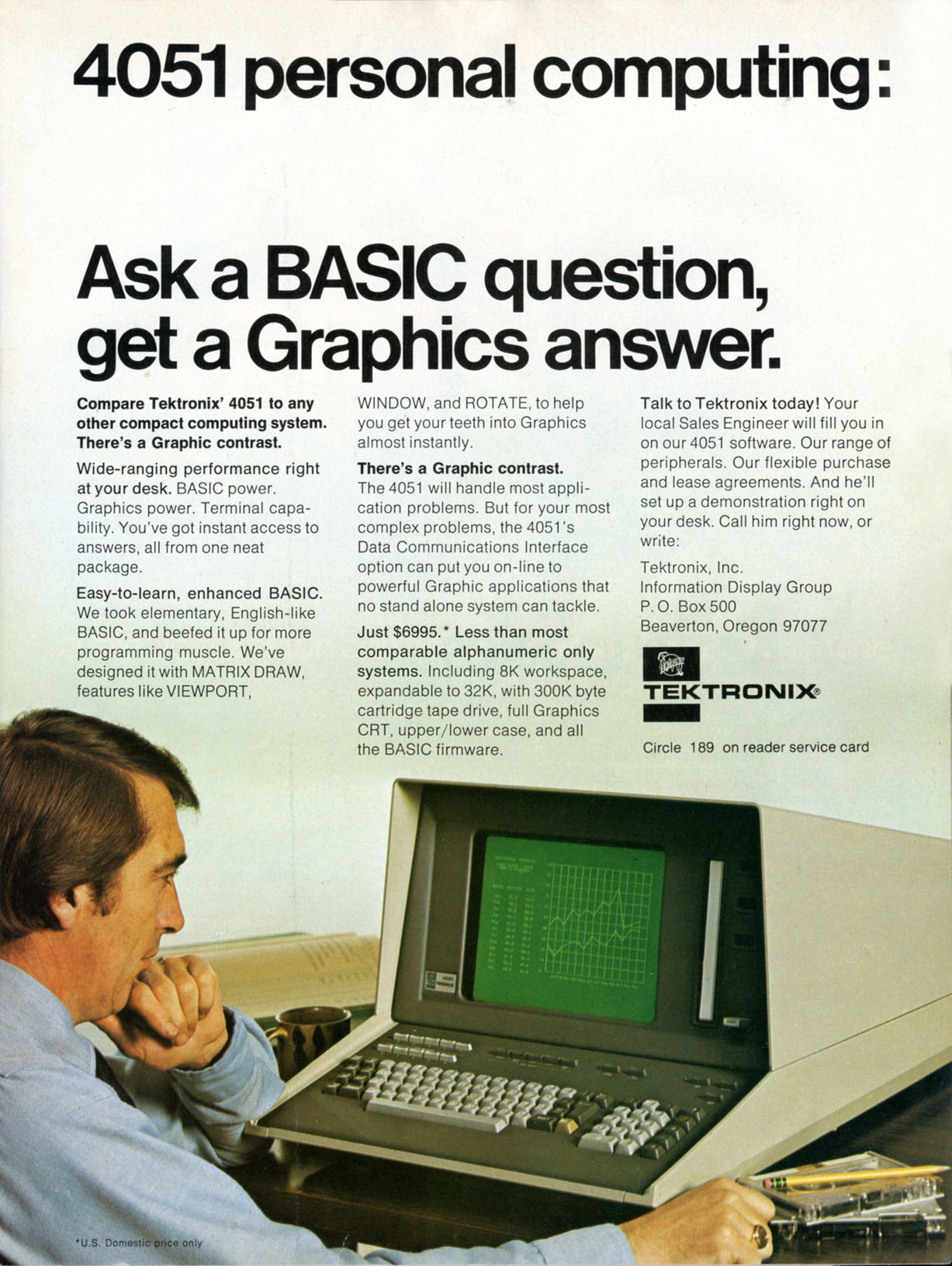
Il Tektronix 4051 Graphics Computing System usava un microprocessore 6800

Il Tektronix 4051 Graphics Computing System fu presentato nel mese di ottobre del 1975. Esso era un computer professionale basato sul 6800 con 32 kB di RAM, un'unità a nastro magnetico da 300 kB, un interprete BASIC integrato in ROM e un display vettoriale da 1.024×768 pixel. Il Tektronix 4051 era venduto a 7.000$.
Nel 1977 i personal computer iniziarono a essere venduti già assemblati, tramontando l'epoca dei kit fai-da-te: l'Apple II e il Commodore PET erano entrambi basati sul microprocessore MOS 6502, progettato da ex-ingegneri Motorola, il RadioShack TRS-80 utilizzava lo Zilog Z80 progettato dagli ex-ingegneri Intel Federico Faggin e Masatoshi Shima.
L'architettura e le istruzioni del 6800 erano facili da apprendere anche da parte di principianti: per questo motivi Heathkit sviluppò un corso per microprocessori e il sistema di apprendimento ET3400. Il corso e il sistema ebbero una discreta diffusione anche in ambito scolastico.
Il successivo microprocessore a 8 bit prodotto da Motorola, l'MC6809 (1979), fu usato nel Radio Shack TRS-80 Color Computer e nel Dragon 32/64, un computer simile venduto in Europa.

## Periferiche del 6800
Elenco delle periferiche del sistema M6800 tratto da Motorola Microcomputer Components, novembre 1978:
| Parte   | Descrizione                                         | Immagine   |
| ------- | --------------------------------------------------- | ---------- |
| MC6810  | 128 byte static RAM                                 | Dépliant   |
| MC6820  | Peripheral Interface Adapter (PIA)                  | Dépliant   |
| MC6821  | Peripheral Interface Adapter (PIA)                  | Dépliant   |
| MC6828  | Priority Interrupt Controller (PIC)                 | Dépliant   |
| MCM6830 | 1024 byte ROM                                       | Dépliant   |
| MC6840  | Programmable Timer Module (PTM)                     | Dépliant   |
| MC6843  | Floppy Disk Controller (FDC)                        | Dépliant   |
| MC6844  | Direct Memory Access Controller (DMAC)              | Dépliant   |
| MC6845  | CRT Controller (CRTC)                               | Dépliant   |
| MC6846  | ROM-I/O-Timer                                       | Dépliant   |
| MC68488 | General Purpose Interface Adapter (GPIB) IEEE488    | Dépliant   |
| MC6850  | Asynchronous Communication Interface Adapter (ACIA) | Dépliant   |
| MC6852  | Synchronous Serial Data Adapter (SDAA)              | Dépliant   |
| MC6854  | Advanced Data Line Converter (ADLC)                 | Dépliant   |
| MC6860  | 0-600 bit/s Digital Modem                           | Dépliant   |
| MC6862  | 2400 bit/s Modulator                                | Dépliant   |
| MC6870  | Two Phase Microprocessor Clock                      | Pubblicità |
| MC6875  | Clock Generator                                     | Dépliant   |

## Copie su licenza
Motorola concesse inizialmente il 6800 su licenza a American Microsystems Inc (AMI) e successivamente anche a Hitachi (la quale sviluppò in tecnologia CMOS la ricca e potenziata famiglia HD6300), Fujitsu, Fairchild Semiconductor, Rockwell e Thomson Semiconductors.

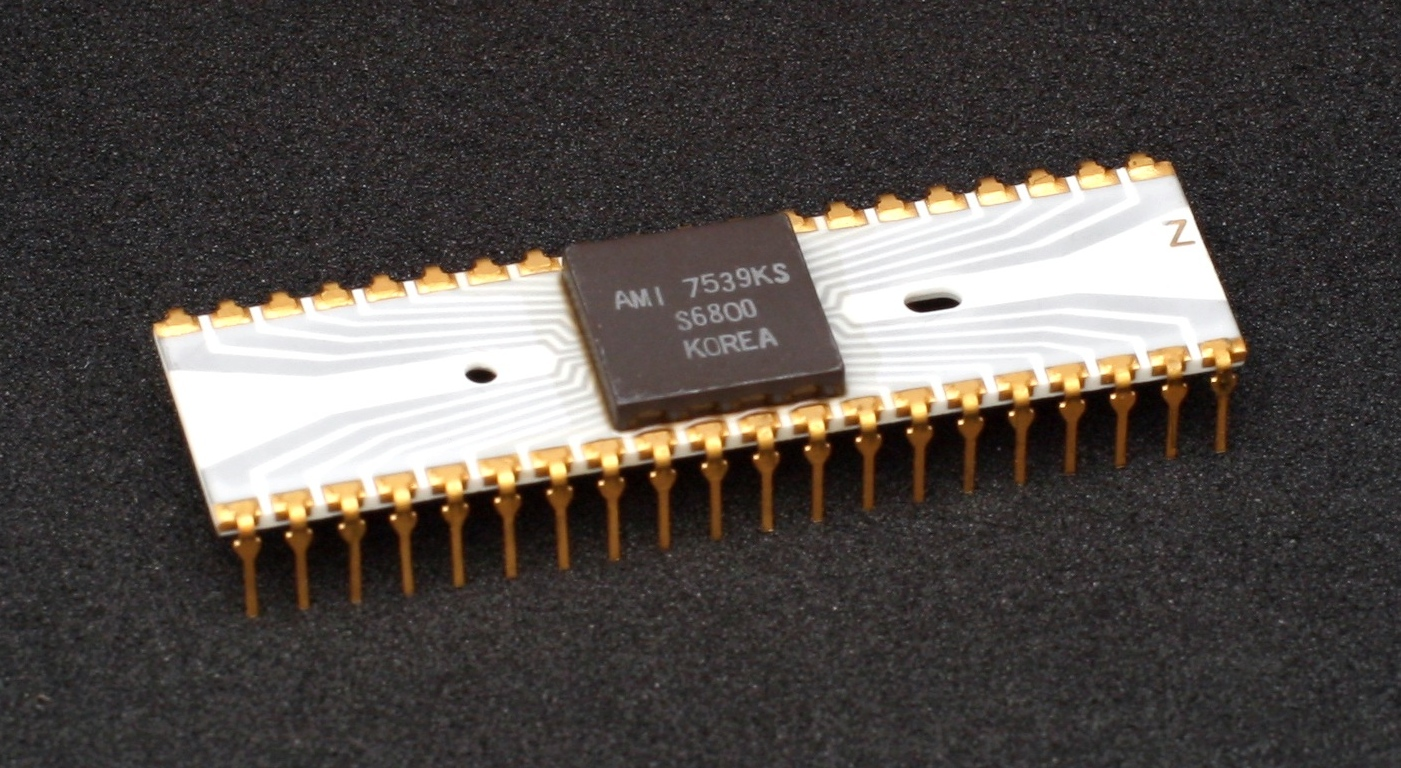
AMI S6800
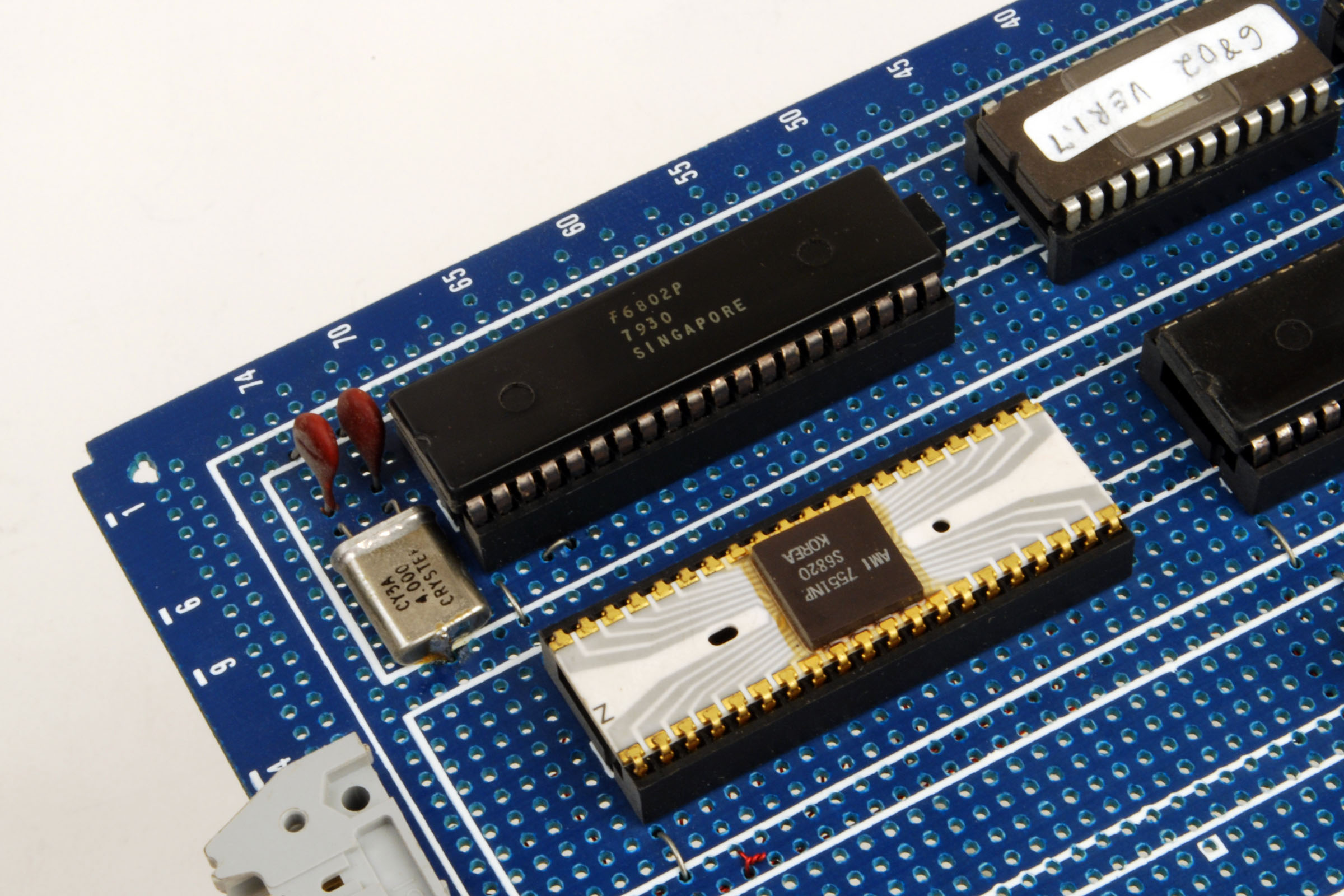
Fairchild F6802P e AMI S6820 PIA